# Grifone (grano)
Il grano Grifone (T. durum Desf. var melanopus (Alef.) Koern.) è un grano antico siciliano, presente nella parte continentale dell'isola (vicino Serradifalco, Milena e Casteltermini) e sulle Caronie (tra Troina e Nicosia); il grano Grifone rosso è una variente locale del Grifone presente in terreni vicini a Butera. Tipicamente ha glume pubescenti e reste nere.
Questa varietà non va confusa con il grano duro Grifoni 235, conosciuto anche come B52, quest'ultima è una varietà selezionata a partire dal 1947 dal costitutore Renzo Grifoni sulle montagne dell’Appennino meridionale; varietà ottenuta da un incrocio spontaneo tra il grano duro Cappelli ed un altro duro del tipo “Aziziah” (proveniente da Palestina e nord Africa).

## Storia
È una varietà di grano che è presente nei campi di produzione della Georgia; riconoscendo il Caucaso meridionale  come il territorio di addomesticamento del grano esaploide, questa varietà è oggi presente in due centri di ricerca in collezioni di grano georgiane.

## Caratteristiche
È una varietà di frumento che fa parte del gruppo dei tetraploidi (possiede 28 cromosomi).
Perrino dell'Istituto del Germoplasma - CNR, di Bari, nel 1983 lo descrive così:

«la spiga va da corta (5 cm) o media (7 cm), con il fuso trasversale al profilo oblungo sul viso, compatto.
L'arista ha base lase lunga nera e apice giallo-rossiccio, divaricato, semiondulato, persistente e tagliente.
Il glume è due volte più lunga che larga, pubescente di colore bianco con sfumature gialle, chiglia pubescente e leggermente ricurvo, becco un po' ricurvo e 0,5 a 1 mm di lunghezza, spalla elevata e stretta..
La cariosside è lunga 7 mm di lunghezza, rosso, traslucido, sezione trasversale ovale a forma di cuore, gibbosa, solco medio in larghezza e profondità, leggermente arrotondata ai bordi, vitrei, pennello corto, di media densità e semiesteso ed, scutello ovoidale e di media lunghezza.»
È una varietà diffusa dal Mediterraneo al Medio Oriente fino all'Oman.